# شهاب‌الدین عزازی
ابوالعبّاس، احمد بن عبدالملک عَزازی شهرت‌یافته به شهاب‌الدین عزازی (۱۲۳۵م - ۱۳۱۰م) بازرگان، ادیب و شاعر شامی بود.